# Terme de représentation
Un terme de représentation est un mot, ou une combinaison de mots, utilisé(e) comme partie du nom d'un élément de donnée. La classe de représentation est quelquefois employée comme synonyme de terme de représentation, mais la norme ISO/CEI 11179 des registres de métadonnées distingue les deux termes.